# P2
La P2 (acronimo di Propaganda due) fu una loggia della massoneria italiana inizialmente aderente al Grande Oriente d'Italia (GOI), ma in seguito disconosciuta da esso.
Fondata nel 1877 con il nome di Propaganda massonica, venne sciolta durante il ventennio fascista e poi ricostituita alla fine della seconda guerra mondiale; nel periodo della sua conduzione da parte di Licio Gelli assunse forme deviate rispetto agli statuti della massoneria ed eversive nei confronti dell'ordinamento giuridico italiano. Fu sospesa dal GOI il 26 luglio 1976; successivamente, la Commissione parlamentare di inchiesta sulla loggia massonica P2 sotto la presidenza dell'onorevole Tina Anselmi concluse il caso P2 denunciando la loggia come una vera e propria «organizzazione criminale» ed «eversiva», venendo sciolta definitivamente nel 1982.
Secondo le indagini della procura generale di Bologna terminate nel 2020 e le successive sentenze della Corte d'assise, la P2 è responsabile dell'organizzazione della strage di Bologna, oltre che dei successivi depistaggi delle indagini, con il suo capo Licio Gelli che è stato identificato come mandante e finanziatore della strage.

## Storia

### L'unità d'Italia, la loggiaPropagandae lo scioglimento
Con la proclamazione del Regno d'Italia unitario, sorse l'esigenza, da parte del Grande Oriente d'Italia, cioè la più importante e numerosa comunione massonica d'Italia, di salvaguardare l'identità degli affiliati più in vista, anche all'interno dell'organizzazione. Per tale motivo, l'adesione di questi ultimi non figurava in nessun elenco ufficiale, ma era nota al solo Gran maestro, risultandogli come iniziazione «all'orecchio». Fu solo nel 1877 che Giuseppe Mazzoni iniziò a stilarne un elenco denominato Propaganda massonica, costituendo ufficialmente la loggia in questione e diventandone il primo "maestro venerabile".
Adriano Lemmi (Gran maestro dal 1885 al 1895) fu iniziato alla loggia Propaganda già nel 1877 e contribuì a darle prestigio, riunendo al suo interno deputati, senatori e banchieri che, in ragione dei loro incarichi, erano costretti a lasciare le loro logge territoriali e stabilirsi a Roma. Tra gli iniziati o affiliati più famosi della fine del XIX secolo si ebbero Agostino Bertani (1883), Giosuè Carducci (1886), Luigi Castellazzo (1888), Giuseppe Ceneri (1885), Giuseppe Aurelio Costanzo (1889), Francesco Crispi (1880), Nicola Fabrizi, Camillo Finocchiaro Aprile, Menotti Garibaldi (1888), Pietro Lacava, Ferdinando Martini (1885), Giuseppe Muscatello (1907), Ernesto Nathan (1893), Oreste Regnoli (1892), Aurelio Saffi (1885), Gaetano Tacconi (1885) e Giuseppe Zanardelli (1889).
Anche dopo la Gran maestranza di Lemmi, la loggia continuò a rappresentare un riferimento importante nell'organizzazione del Grande Oriente massonico. Tra gli affiliati dell'inizio del XX secolo si ebbero Giovanni Ameglio (1920), Mario Cevolotto, Eugenio Chiesa (1913), Alessandro Fortis (1909), Gabriele Galantara (1907), Arturo Labriola (1914) e Giorgio Pitacco (1909).
Sin dalla fondazione, la caratteristica principale della loggia fu quella di garantire un'adeguata copertura e segretezza agli iniziati di maggior importanza, sia all'interno che al di fuori dell'organizzazione massonica. L'originale loggia operò fino alla promulgazione della legge 26 novembre 1925, n. 2029 che ebbe come conseguenza lo scioglimento di tutte le associazioni caratterizzate da vincoli di segretezza, costringendo il Gran maestro Domizio Torrigiani, a firmare il decreto di scioglimento di tutte le logge. La massoneria italiana, peraltro, si ricostituì in esilio, a Parigi, il 12 gennaio 1930.

### Il secondo dopoguerra, la ricostituzione e la figura di Licio Gelli
Dopo la caduta del regime fascista, alla fine della seconda guerra mondiale, con il rientro in Italia del Grande Oriente, la loggia venne ricostituita con il nome di «Propaganda 2», per ragioni di numerazione delle logge italiane imposte da necessità organizzative. Ripresero le attività delle logge, che tornarono ad essere alle dipendenze dirette del Gran maestro dell'Ordine, sino all'avvento di Licio Gelli. Quest'ultimo venne prima delegato dal Gran maestro Lino Salvini a rappresentarlo in tutte le funzioni all'interno della loggia (1970), poi ne fu nominato Maestro venerabile, cioè capo a tutti gli effetti (1975) Sulla base di alcuni appunti del SISMI e del SISDE scoperti dal magistrato Vincenzo Calia nella sua inchiesta sulla morte di Enrico Mattei, la Loggia P2 sarebbe stata fondata da Eugenio Cefis, che l'avrebbe diretta sino a quando fu presidente della Montedison: poi, dopo lo scandalo petroli, sarebbe subentrato il duo Licio Gelli-Umberto Ortolani. Secondo altre testimonianze il capo occulto della Loggia P2 sarebbe stato l'ex democristiano Giulio Andreotti.

Licio Gelli nel 1981

Nel secondo dopoguerra Licio Gelli, un imprenditore toscano che in precedenza aveva aderito sia al fascismo (combattendo come volontario nella guerra civile spagnola ed essendo poi agente di collegamento con i nazisti durante l'occupazione della Jugoslavia), sia all'antifascismo (organizzando la fuga dei partigiani dal carcere delle Ville Sbertoli in collaborazione con il partigiano Silvano Fedi), fu iniziato alla massoneria il 6 novembre 1963, presso la loggia "Gian Domenico Romagnosi" di Roma. La Commissione parlamentare crede che Gelli avesse ottenuto anche aderenze presso la «corte» del generale argentino Juan Domingo Perón (una fotografia lo ritrae alla Casa Rosada insieme al Presidente e a Giulio Andreotti): fu successivamente affiliato alla loggia Hod dal Maestro venerabile Alberto Ascarelli, e promosso al grado di «Maestro».
Successivamente nella loggia "Garibaldi – Pisacane di Ponza – Hod" Gelli cominciò a inserire numerosi personaggi di spicco, destando l'apprezzamento del suo Maestro venerabile, che lo presentò a Giordano Gamberini, Gran maestro dell'Ordine. Gelli convinse Gamberini a iniziare «sulla spada» (cioè al di fuori dello specifico rituale massonico) i nuovi aderenti, e a inserirli nell'elenco dei «fratelli coperti» della loggia P2.
Gelli prese un elenco di "membri dormienti", ovvero membri che non erano più invitati a partecipare ai rituali massonici, poiché la Massoneria italiana era sotto stretta sorveglianza da parte della Democrazia Cristiana (DC) al potere attraverso il Pentapartito. Grazie a questi primi contatti, Gelli riuscì ad estendere la sua rete a tutti i livelli dell'establishment italiano.
In un libro del 2018, Daniele Ganser ha affermato che il politico della Pennsylvania Frank Gigliotti, condannato per corruzione, era un massone che aveva scelto Gelli per formare un governo anticomunista parallelo, in collaborazione con la CIA a Roma, e che nell'autunno del 1969 il generale Alexander Haig, comandante supremo della NATO in Europa, e Henry Kissinger, consigliere per la sicurezza della presidenza Nixon, autorizzarono Gelli a reclutare 400 ufficiali italiani e della NATO all'interno della P2. Queste affermazioni sarebbero state in parte basate sulla disinformazione diffusa dall'Unione Sovietica negli anni '70.

### Gli anni 1970 e l'influenza nella società italiana
Il 15 giugno 1970, Lino Salvini (succeduto da poco a Giordano Gamberini come Gran maestro del Grande Oriente d'Italia), delegò a Gelli la gestione della loggia P2, conferendogli la facoltà di iniziare nuovi iscritti, anche «all'orecchio» – funzione che tradizionalmente fino ad allora era prerogativa esclusiva del Gran maestro – e nominandolo altresì «segretario organizzativo» (19 giugno 1971). Da allora in poi, il solo Licio Gelli sarebbe stato a conoscenza dell'elenco dei nominativi degli affiliati alla loggia P2. Una volta preso il potere al vertice della loggia, Gelli la trasformò in un punto di raccolta di imprenditori e funzionari statali di ogni livello (fra quelli alti), con una particolare predilezione per gli ambienti militari.
Nel dicembre 1970 secondo un dossier del SID Licio Gelli e la P2 avrebbero dovuto prendere parte al golpe Borghese, tale documentazione frutto degli interrogatori del colonnello Sandro Romagnoli nei confronti di Torquato Nicoli e Maurizio Degli Innocenti, entrambi esponenti del Fronte Nazionale verrà inviata nel 1974 da Giulio Andreotti alla magistratura inquirente. Sempre nel 1974 il generale di brigata Giovanni Allavena, allontanato dal SIFAR il 12 giugno 1966 e affiliato alla P2, aveva fatto pervenire a Gelli i fascicoli riservati del SIFAR di cui era stata disposta la distruzione da parte del Ministero della Difesa. Tra essi i fascicoli relativi all'ex Ministro della Difesa Roberto Tremelloni, al più volte Presidente del Consiglio Amintore Fanfani, a Giorgio La Pira, al futuro segretario generale del Ministero degli Affari Esteri Francesco Malfatti di Montetretto e al Presidente della Repubblica Giuseppe Saragat. L'utilizzo fattone da Gelli non è stato del tutto chiarito.

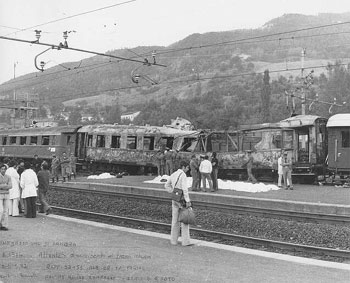
Il treno Italicus dilaniato dall'esplosione di una bomba.

Nella notte del 4 agosto 1974, a San Benedetto Val di Sambro, avvenne la strage dell'Italicus: morirono 12 persone e ne furono ferite 48. Pur concludendosi con l'assoluzione generale di tutti gli imputati, stante l'impossibilità di determinare concretamente le personalità dei mandanti e degli esecutori materiali, venne riconosciuto il contesto in cui l'attentato era maturato. La sentenza di assoluzione di primo grado attribuì la strage all'ambiente di Ordine Nero e alla P2 definendo come pienamente comprovata una notevole serie di circostanze del tutto significative e univoche in tal senso, che nel frattempo erano state richiamate dalla Relazione della Commissione Parlamentare sulla Loggia P2. La sentenza di appello condannò come esecutori materiali Mario Tuti e Luciano Franci, appartenenti alla sigla terroristica Fronte Nazionale Rivoluzionario, inquadrando la strage in un disegno di colpo di Stato che doveva avvenire nell'agosto del 1974. La Cassazione annullò la condanna, sentenziando che comunque la matrice neofascista era stata correttamente individuata.
Nel frattempo erano emersi numerosi elementi di collegamento tra la P2 e i terroristi toscani, provenienti da diverse fonti: le dichiarazioni del principale teste d'accusa, Aurelio Fianchini, che già nel 1976 parlava di massoneria dietro i terroristi neri; le ammissioni di Franci nel confronto con Batani il 13 agosto 1976, di fronte al giudice Pier Luigi Vigna; la testimonianza dell'estremista lucchese Marco Affatigato; il materiale ritrovato a Stefano Delle Chiaie in particolare l'appunto intitolato Italicus: Cauchi e massoni; le testimonianze che collegano l'estremista Augusto Cauchi direttamente con Licio Gelli fra cui anche quella del maresciallo di polizia Sergio Baldini; la testimonianza del collaboratore di giustizia Andrea Brogi, che asserì di essere stato testimone del pagamento di somme di denaro da parte di Gelli ad Augusto Cauchi: «A Gelli e penso anche a Birindelli fu detto chiaramente che eravamo un gruppo che si armava e che era pronto alla lotta armata nel caso di una vittoria delle sinistre al referendum. Su insistenza del G.I. escludo che a Gelli sia stato fatto un discorso con riferimento specifico o ad attentati individuati oppure al procacciamento di queste armi o di questo esplosivo. Gelli sapeva che eravamo pronti per la lotta armata e che gli chiedevamo finanziamenti ma non gli fu detto nulla né di singoli attentati né di singoli armamenti». «Per quanto ne so tutto il denaro ricevuto dal Gelli è stato speso per l'acquisto di armi ed esplosivo».
Ben presto sorsero contrasti tra Gelli e Lino Salvini. Il 14 dicembre 1974, a Napoli la Gran Loggia dei Maestri venerabili del GOI, su proposta del Gran maestro, decretò lo scioglimento della secolare loggia P2, offrendo agli iniziati, in alternativa alle dimissioni, la possibilità di entrare in una loggia regolare o di affidarsi «all'orecchio» del Gran maestro.
La reazione di Gelli ebbe effetti devastanti per la carriera del Gran maestro Salvini. Nel 1973, si erano riunificate le due famiglie massoniche di Palazzo Giustiniani e quella di Piazza del Gesù (quest'ultima nata da una scissione negli anni sessanta avvenuta nella Serenissima Gran Loggia d'Italia), guidata da Francesco Bellantonio, ex funzionario dell'Eni e parente di Michele Sindona. Come conseguenza di questa riunificazione (che ebbe vita breve, solo due anni) la loggia Giustizia e Libertà – loggia coperta del gruppo massonico di Piazza del Gesù, che contava tra i suoi iscritti il direttore generale di Mediobanca Enrico Cuccia, il procuratore generale della Procura di Roma Carmelo Spagnuolo e l'avvocato Martino Giuffrida di Messina – aveva visto molti iscritti passare «all'orecchio» del Gran maestro del GOI. Approfittando del malcontento di questi ultimi, Gelli prese immediatamente contatto con Bellantonio e il suo gruppo, con l'obiettivo di cambiare i vertici del Grande Oriente d'Italia.
In occasione della Gran Loggia tenutasi nel marzo 1975, l'avvocato Giuffrida produsse prove su presunti reati finanziari (finanziamenti illeciti ai partiti, provenienti dalla FIAT e dalla Confindustria, traffici illeciti e contrabbando nel porto di Livorno, tangenti private) compiuti dal Gran maestro, suscitando la richiesta a gran voce delle dimissioni di Salvini, da parte dell'assemblea.
Durante una sospensione dei lavori Gelli e Salvini raggiunsero un accordo in base al quale la Gran Loggia avrebbe riconfermato la fiducia al Gran maestro; in contropartita, quest'ultimo ricostituiva nuovamente la Loggia P2, riaffidandola a Licio Gelli (nell'accordo, Gelli conveniva l'espulsione dal GOI di Bellantonio e Giuffrida e degli altri «congiurati») e nominandolo Maestro venerabile il 12 maggio 1975. L'affiliazione alla loggia sarebbe stata sottoposta a verifica da parte dell'ex Gran maestro Giordano Gamberini, «all'orecchio» del quale dovevano pervenire le iniziazioni coperte. Gelli, tuttavia, convinse Gamberini ad effettuare le eventuali «concelebrazioni» non in un tempio massonico, ma in un appartamento all'Hotel Excelsior di Roma e – soprattutto – a sottoscrivere in bianco almeno quattrocento brevetti di ammissione, cui in seguito avrebbe aggiunto i nominativi degli affiliati.
Nell'agosto 1975, subito dopo la vittoria elettorale del PCI alle elezioni regionali, Gelli mise a punto uno «Schema R», che trasmise al Presidente della Repubblica Giovanni Leone, senza ottenere riscontri. Nel documento il massone aretino propugnava l'instaurazione della Repubblica presidenziale, la riduzione del numero dei parlamentari e l'abolizione delle loro immunità. Propose anche l'abolizione del servizio militare di leva e la sua sostituzione con un esercito di professione.
Poco meno di un anno dopo, alcune indagini della magistratura condussero all'arresto nel nuovo segretario organizzativo della loggia P2, l'avvocato Gian Antonio Minghelli, con l'accusa di legami con il clan del gangster marsigliese Albert Bergamelli, quali i sequestri di persona e il riciclaggio di denaro sporco. Il 26 luglio 1976 Gelli ne approfittò per chiedere a Salvini la sospensione ufficiale di tutte le attività della P2, circostanza che gli permise di evitare il passaggio elettorale per la regolare conferma della sua maestranza venerabile e di continuare a dirigere la loggia in regime di prorogatio, a tempo indeterminato. In pratica, la P2 continuò ad esistere come gruppo gestito direttamente da Gelli, il quale manteneva personalmente i rapporti con Salvini e Gamberini (che, dopo il 1976, nella sua veste di garante, continuò a concelebrare molte iniziazioni per conto della Loggia P2) e gli altri vertici della massoneria. Il 15 aprile 1977, pur essendo ufficialmente sospese le attività della P2, il Gran maestro Salvini conferì a Gelli una sorta di «delega in bianco» autorizzandolo a promuovere tutte le attività che avesse reputato di interesse e di utilità per la massoneria, rispondendo unicamente al Gran maestro per le azioni intraprese a tale scopo.
Nel 1978, il Gran maestro Lino Salvini rassegnò le dimissioni dalla guida del GOI in anticipo sulla scadenza del mandato. La Gran Loggia dei Maestri venerabili elesse al suo posto l'ex generale dell'aeronautica Ennio Battelli, il quale confermò la delega e la posizione speciale di Gelli nell'ambito della massoneria, imponendo peraltro la sua presenza o quella dell'ex Gran maestro Gamberini, durante le cerimonie di affiliazione dei nuovi aderenti ed escludendo pertanto ogni iniziazione «all'orecchio» da parte del Gelli. Di conseguenza tutte le iniziazioni, a partire da tale data, ancorché effettuate in una sede irrituale quale l'Hotel Excelsior di Roma, furono celebrate alla presenza del Gran maestro in carica o di Giordano Gamberini.
Nella seconda metà degli anni 1970 la P2 ebbe la massima espansione ed influenza e cominciò ad operare anche all'estero (pare che abbia tentato proselitismo in Uruguay, Brasile, Venezuela, Argentina e in Romania, Paesi nei quali avrebbe, secondo alcuni, tentato di influire sulle rispettive situazioni politiche).: in particolare realizzò ramificazioni estese e importanti in Uruguay, aiutato da uomini d'affari come Umberto Ortolani e Francesco Pazienza. Per una gestione efficace, Gelli dispone il decentramento degli affiliati in circoscrizioni regionali: ogni gruppo regionale dovrà far riferimento a un coordinatore con il grado di «Maestro», responsabile della presentazione al Maestro venerabile dei nuovi adepti.
Intanto già intorno al 1978 risalirebbe il primo rapporto riservato dei servizi segreti italiani in merito all'esistenza della loggia massonica P2, realizzato dal SISMI di Santovito.

### Gli anni 1980, la scoperta e la fine
Il 5 ottobre 1980 Gelli rilasciò un'intervista a Maurizio Costanzo (anch'egli affiliato con tessera n. 1819 della P2) per il Corriere della Sera, all'epoca diretto da Franco Di Bella, tessera P2 1887 (che la pubblicò), nella quale si sintetizzavano gli obiettivi già descritti nello «Schema R», e che saranno rinvenuti nel Piano di rinascita democratica. Il 17 marzo 1981 i giudici istruttori Gherardo Colombo e Giuliano Turone, nell'ambito di un'inchiesta sul presunto rapimento dell'avvocato e uomo d'affari siciliano Michele Sindona, fecero perquisire la villa di Gelli ad Arezzo, villa Wanda, e la fabbrica di sua proprietà (la Giole a Castiglion Fibocchi presso Arezzo – divisione giovane di Lebole – e la Socam): l'operazione, eseguita dalla sezione del colonnello Vincenzo Bianchi della Guardia di Finanza, scoprì fra gli archivi della Giole una lista di quasi mille iscritti alla loggia P2, tra i quali il comandante generale dello stesso corpo, Orazio Giannini (tessera n. 832). Secondo la Commissione parlamentare, presieduta da Tina Anselmi, il Venerabile, durante il suo presunto periodo di latitanza in America Latina, portò con se la parte più importante del suo archivio personale, compresa la lista completa degli iniziati alla P2, la quale, secondo alcune testimonianze, sarebbe stata composta da quasi 2400 nomi.

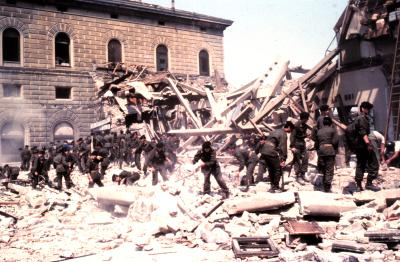
Soccorsi si avviano verso la stazione di Bologna dopo l'esplosione seguente l'attentato, in cui venne accertato il coinvolgimento della P2.

La scoperta suscitò grande scalpore nell'opinione pubblica italiana. La lista fu resa pubblica solo il 21 maggio seguente dal Presidente del consiglio Arnaldo Forlani, che, travolto dallo scandalo, si dimise.
Sette mesi dopo il ritrovamento, il 31 ottobre 1981, la corte centrale del Grande Oriente d'Italia espulse Licio Gelli dal consesso massonico: Gelli, in quel momento latitante all'estero, aveva già presentato richiesta di «assonnamento» in data 1º ottobre 1981. Pur tuttavia il Grande Oriente ritenne di non poter procedere allo scioglimento della Loggia Propaganda 2, essendo la sua attività all'interno del GOI ufficialmente sospesa sin dal 1976; così in tale contesto la loggia affermò che tutte le attività gestite dal Gelli dal 1976 sino a quel momento, eccedenti la normale amministrazione della loggia da lui diretta in regime transitorio, erano state adottate autonomamente e non dovevano essere ricondotte alla responsabilità dell'ordine massonico, ma nulla si disponeva nei confronti degli altri 961 iscritti alla loggia che – di conseguenza – restavano a far parte della massoneria italiana. Poco dopo una perquisizione, la polizia rinvenne nella sua villa oltre 2 milioni di dollari in lingotti d'oro.
Ai sensi della legge 23 settembre 1981, n. 527, nel dicembre dello stesso anno venne costituita una apposita commissione parlamentare d'inchiesta presieduta da Tina Anselmi, e successivamente con l'emanazione della legge 25 gennaio 1982, n. 17 la loggia venne definitivamente sciolta e venne sancita l'illegalità della costituzione di associazioni segrete con analoghe finalità.

## Lo scandalo e le conseguenze
Lo scandalo conseguente al ritrovamento delle liste della P2 fu senza precedenti. Nel giugno 1981, al posto del dimissionario Presidente del Consiglio Arnaldo Forlani, fu insediato il repubblicano Giovanni Spadolini, divenne così il primo Presidente del Consiglio non appartenente alla Democrazia Cristiana (DC) della Storia repubblicana, mentre il Presidente della Repubblica Sandro Pertini dichiarò: «Nessuno può negare che la P2 sia un'associazione a delinquere».
Dalle sinistre si era prontamente levata un'intensa campagna d'accusa, che di fatto non sgradiva un eventuale riconoscimento del coinvolgimento di esponenti dei partiti di governo e del Partito Socialista Italiano (PSI), antica «concorrente» a sinistra del partito di Enrico Berlinguer. Soprattutto i comunisti avevano da recriminare contro un organismo che clandestinamente lavorava per la loro espulsione dalla società civile, e non risparmiarono ai partiti di governo e ai loro esponenti accuse di golpismo e di prono asservimento a interessi di potenze straniere.
Altri politici, tra cui Bettino Craxi del PSI e alcuni deputati della DC, attaccarono invece l'operato della magistratura, accusandola di aver dato per scontato la veridicità di tutta la lista che invece, secondo Craxi, mischiava «notori farabutti» (di cui però non faceva i nomi) a «galantuomini» e di aver causato, con le indagini e l'arresto di Roberto Calvi, una crisi della Borsa, che nel luglio 1981 dovette chiudere per una settimana per eccesso di ribasso.
Mentre, intimoriti dal clima arroventato, alcuni personaggi di altro campo come Maurizio Costanzo negavano ogni coinvolgimento (Costanzo fu poi costretto a lasciare la direzione del telegiornale Contatto del network PIN, facente capo al gruppo Rizzoli), altri, come il deputato socialista Enrico Manca, che fu anche presidente della Rai, già minimizzavano la loro condivisione delle esperienze piduiste.
Si ebbe quindi una sorta di temporanea epurazione, in realtà agevolata dal ridotto desiderio degli interessati di restare sotto i riflettori, e molti piduisti si eclissarono dalle cariche più in vista, o si fecero da parte per poi ripresentarsi qualche tempo dopo.

### La scoperta della lista degli appartenenti
(Licio Gelli intervistato da Klaus Davi)
Dopo la scoperta della lista, il Presidente del Consiglio Arnaldo Forlani attese il 21 maggio 1981, prima di rendere pubblica la lista degli appartenenti alla P2, che comprendeva i nominativi di 2 ministri allora in carica (il socialista Enrico Manca, e il democristiano Franco Foschi) e 5 sottosegretari (Costantino Belluscio del PSDI, Pasquale Bandiera del PRI, Franco Fossa del PSI, Rolando Picchioni della DC e Anselmo Martoni del PSDI, quest'ultimo peraltro citato come «in sonno», cioè dimissionario).

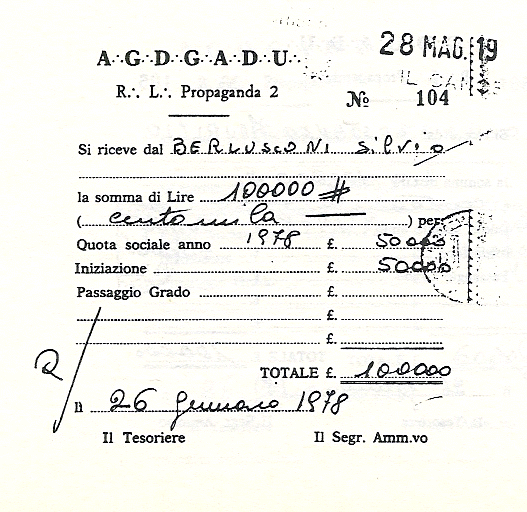
Ricevuta di pagamento per l'iscrizione di Silvio Berlusconi alla loggia massonica P2.

Tra le 962 persone che figuravano tra gli iscritti alla loggia massonica, vi erano politici, imprenditori, avvocati, dirigenti di imprese ma soprattutto membri delle forze armate italiane e dei servizi segreti italiani. Lo stesso Michele Sindona comparve nella lista degli iscritti alla P2, confermando le intuizioni dei giudici istruttori. Il colonnello Bianchi resistette a vari tentativi di intimidazione, in quanto erano ancora al potere gran parte delle persone che ivi erano citate, e trasmise la lista agli organi competenti. Fra i generali, la stampa fece più volte il nome di Carlo Alberto dalla Chiesa, sebbene risultasse solo un modulo di iscrizione firmato di suo pugno e nessuna prova di un'adesione attiva.
Circa i servizi segreti, si notò che vi erano iscritti non solo i capi, (fra i quali Vito Miceli a capo del SIOS e successivamente direttore del SID, Giuseppe Santovito del SISMI, Walter Pelosi del CESIS e Giulio Grassini del SISDE) che erano di nomina politica, ma anche i funzionari più importanti, di consolidata carriera interna. Tra questi si facevano notare il generale Giovanni Allavena (responsabile dei fascicoli SIFAR), il colonnello Giovanni Minerva (gestore dell'intricato caso dell'aereo militare Argo 16 e considerato uno degli uomini in assoluto più importanti dell'intero Servizio militare del dopoguerra) e il generale Gianadelio Maletti, che con il capitano Antonio Labruna (anch'egli iscritto) fu sospettato di collusioni con le cellule eversive di Franco Freda e per questo processato e condannato per favoreggiamento.
Fu avanzata l'ipotesi che la lista trovata nella villa di Gelli non fosse la lista completa, e che molti altri nomi siano riusciti a non restare coinvolti. Nella ricostruzione della commissione parlamentare, ai 962 della lista trovata sarebbero da aggiungere i presunti appartenenti a quel vertice occulto di cui Gelli sarebbe stato l'anello di congiunzione con la loggia. Lo stesso Gelli, come evidenziato anche dalla Commissione Anselmi, in un'intervista del 1976, aveva parlato di più di duemilaquattrocento iscritti.
Secondo il procuratore di Roma del periodo, gli iscritti delle due liste dovevano essere complessivamente 2000, mentre il 29 maggio 1977 il settimanale L'Espresso scrisse: «Loggia P2... È il nucleo più compatto e poderoso della massoneria di Palazzo Giustiniani: ha 2400 iscritti, la crema della finanza, della burocrazia, delle Forze Armate, dei boiardi di Stato, schedati in un archivio in codice... Gelli, interlocutore abituale delle più alte cariche dello Stato (si vede spesso con Andreotti ed è ricevuto al Quirinale), è ascoltato consigliere dei vertici delle Forze Armate, con amici fidati e devoti nella magistratura».
Lo stesso Gelli, commentando la presenza di numerosi iscritti alla P2 nei comitati di esperti che si occuparono del rapimento di Aldo Moro (marzo-maggio 1978), ha affermato che la presenza di un elevato numero di affiliati alla loggia in questi era dovuto al fatto che al tempo molte personalità di primo piano erano iscritte, quindi era naturale che in questi se ne trovassero diverse. Gelli affermò che normalmente gli aderenti non erano a conoscenza dell'identità degli altri iscritti, ma che l'esistenza della Loggia P2 era comunque nota, avendone parlato anche in diverse interviste ben prima della scoperta della lista.
Si fecero delle ipotesi su chi potesse essere il vertice occulto dell'organizzazione, la vedova di Roberto Calvi dichiarò che Giulio Andreotti fosse il vero capo della loggia, mentre l'incarico di vice sarebbe stato ricoperto da Francesco Cosentino (il quale risultava iscritto tra le liste della P2 con la tessera n. 1618): di tale affermazione però non sono mai stati raccolti riscontri attendibili. Anche Nara Lazzerini, per molti anni segretaria e amante di Licio Gelli, affermò nel 1981 e nel 1995 davanti ai magistrati che nell'ambiente della loggia si diceva che il vero capo fosse Giulio Andreotti:
(Nara Lazzerini ai magistrati di Palermo Gioacchino Natoli e Roberto Scarpinato il 4 settembre 1995.)
Rosati e Giunchiglia erano due leader regionali della Loggia P2: il primo gestore di una clinica privata e capogruppo della P2 per la Liguria con simpatie per l'estrema destra (tessera n. 1906 e morto nel 1984); il secondo funzionario del Ministero della Difesa (tessera n. 1508) delle provincie Pisa e Livorno. Giunchiglia durante il processo Gelli più 622 venne definito dalla PM Elisabetta Cesqui come un personaggio che si collocava «nella zona di maggiore ombra della P2 tra la sponda dei contatti con ambienti militari e informativi USA e quella che riconduce al commercio di armi». Durante il processo per la strage di Bologna Lia Bronzi Donati, Gran maestra della Loggia tradizionale femminile (e figura femminile all'epoca più importante dell'universo massonico, e forse l'unica), dichiarò ai magistrati che la interrogavano come testimone che la lista degli affiliati alla P2 era composta da almeno 6000 nomi e che Andreotti era «la presenza al di sopra della Loggia P2»: notizia confidatale da William Rosati «divenuto il riferimento morale della P2 dopo il sequestro delle liste».
Andreotti da parte sua aveva sempre smentito di conoscere Gelli, sino alla pubblicazione della citata foto di Buenos Aires.
Licio Gelli, per il quale la magistratura spiccò un ordine di cattura il 22 maggio 1981 per violazione dell'art. 257 del codice penale (spionaggio politico o militare), si rifugiò temporaneamente in Uruguay.

### La commissione parlamentare
Dopo la scoperta delle liste, Arnaldo Forlani nominò un comitato di tre saggi (Vezio Crisafulli, Lionello Levi Sandri e Aldo Mazzini Sandulli) per fornire elementi conoscitivi e critici sull'attività della P2.
Alla fine del 1981, per volontà della Presidente della Camera Nilde Iotti, venne istituita una commissione parlamentare d'inchiesta, guidata dalla deputata democristiana Tina Anselmi, ex partigiana «bianca» e prima donna a diventare ministro nella storia della Repubblica Italiana. La commissione affrontò un lungo lavoro di analisi per far luce sulla Loggia, considerata un punto di riferimento in Italia per ambienti dei servizi segreti americani intenzionati a tenere sotto controllo la vita politica italiana fino al punto, se necessario, di promuovere riforme costituzionali apposite o di organizzare un colpo di Stato. La commissione - che concluse i lavori nel 1984, produsse sei relazioni.
La P2 fu oggetto d'indagine anche della Commissione stragi per un presunto coinvolgimento in alcune stragi, ma non portò a niente di rilevante. Gli appartenenti alla P2 e Gelli furono assolti con formula piena dalle accuse di «complotto ai danni dello Stato» con le sentenze della Corte d'assise e della Corte d'assise d'appello di Roma tra il 1994 e il 1996.

### Le conseguenze e le inchieste giudiziarie
(Luciano Violante, Presidente della Commissione Antimafia)
La Cassazione decise che il caso Gelli fosse di competenza della Procura di Roma dalla quale fu accusato solo di truffa e millantato credito. Nel maggio 1983 fu archiviato il dossier a carico dei vertici della P2. In seguito, il giudice Colombo dichiarò che, se l'inchiesta fosse rimasta a Milano, Tangentopoli sarebbe scoppiata un decennio prima, data la mole di informazioni presenti nelle carte di Gelli.
La Procura di Roma iniziò un procedimento contro Licio Gelli e una ventina di altre persone, accusate di cospirazione politica, associazione per delinquere ed altri reati. Dopo un'inchiesta durata quasi dieci anni, nell'ottobre 1991, il giudice istruttore presso il Tribunale penale di Roma chiese il rinvio a giudizio. Il processo durò un anno e mezzo e con sentenza in data 16 aprile 1994, depositata il successivo 26 luglio, la Corte pronunciò una sentenza d'assoluzione di tutti gli imputati dal reato di attentato alla Costituzione mediante cospirazione politica perché il fatto non sussiste. L'appello, proposto, fu rigettato, e il 27 marzo 1996 la Corte d'appello confermò la sentenza.
Nonostante le successive inchieste giudiziarie abbiano (non senza ricevere critiche da più parti) in parte rinnegato le conclusioni della commissione d'inchiesta, tendendo a ridimensionare l'influenza della loggia, la scoperta del caso della P2 fece conoscere in Italia l'esistenza, in altri sistemi ed in altri Paesi, del lobbismo, cioè di un'azione di pressione politica sulle cariche detenenti il potere affinché orienti le scelte di conduzione della nazione di appartenenza in direzione favorevole ai lobbisti.
In altri Paesi il lobbismo si applicava e si applica in modo pressoché palese, e nemmeno – d'ordinario – desta scandalo: per l'Italia il fenomeno, almeno in questa forma subdola, illegale e sovversiva e con questa evidenza, era inusitato. In più, la circostanza che l'associazione fosse segreta ha immediatamente evocato allarmanti spettri, che le conclusioni dell'inchiesta della commissione parlamentare non hanno fugato. Il caso P2 ha certamente sensibilizzato la società italiana sui meccanismi attraverso i quali le scelte ed il potere politico possono venir influenzati dagli interessi di gruppi di potere non eletti, e quindi non pienamente legittimati a prender parte al dialogo politico.
Nel 1987 Licio Gelli fu condannato a 8 anni di carcere dalla Corte d'assise di Firenze per aver finanziato esponenti dell'estrema destra toscana, coinvolti negli attentati sulla linea ferroviaria Firenze-Bologna. Due anni dopo, in appello, i giudici dichiararono di non dover procedere contro l'imputato perché, al momento della sua estradizione dalla Svizzera, erano stati esclusi i reati di tipo politico. La Cassazione ordinò un nuovo processo, affermando che Gelli avrebbe dovuto essere assolto con formula piena e il 9 ottobre 1991 la Corte d'assise d'appello di Firenze lo assolse con formula ampia.
Il 23 novembre 1995 Gelli venne condannato in via definitiva per depistaggio nel processo per la strage di Bologna, avvenuta il 2 agosto 1980, nella quale furono uccise 85 persone e 200 rimasero ferite. Il depistaggio fu messo in atto, in concorso con il generale del SISMI Pietro Musumeci, aderente alla P2, il colonnello dei carabinieri Giuseppe Belmonte e il faccendiere Francesco Pazienza, sistemando una valigia carica di armi, esplosivi, munizioni, biglietti aerei e documenti falsi sul treno Taranto-Milano del 13 gennaio 1981. Licio Gelli è stato anche riconosciuto colpevole della frode riguardante la bancarotta del Banco Ambrosiano collegato alla banca del Vaticano, lo IOR (vi si trovò un buco di 1,3 miliardi di dollari).
Altrettanta attenzione è stata posta, nel tempo, al destino dei piduisti, qualcuno dei quali ha avuto pubblico successo, in politica o nello spettacolo, mentre altri sono tornati nell'anonimato. Ad alcuni è stato revocato lo stigma sociale (Silvio Berlusconi è sceso in politica con successo, conseguendo quattro volte la Presidenza del Consiglio nel corso di quindici anni; Fabrizio Cicchitto rientrò in politica; Maurizio Costanzo pronunciò un autodafé e mantenne la sua carriera giornalistica). Proprio Berlusconi dichiarò ad Iceberg (programma di approfondimento politico in onda su Telelombardia): «Io non ho mai fatto parte della P2. E comunque, stando alle sentenze dei tribunali della Repubblica, essere piduista non è un titolo di demerito. [...] Ho letto dopo, di questi progetti. Una montatura: la P2 è stata uno scoop che ha fatto la fortuna di Repubblica e dell'Espresso, è stata una strumentalizzazione che purtroppo ha distrutto molti protagonisti della vita politica, culturale e giornalistica del nostro Paese». Massimo D'Alema, all'epoca Presidente del Consiglio, replicò: «Essere stato piduista vuol dire aver partecipato a un'organizzazione, a una setta segreta che tramava contro lo Stato, e questo è stato sancito dal Parlamento. Opinione che io condivido».
Tra i personaggi politici menzionati nel famoso «programma di rinascita» elaborato per la P2 da Francesco Cosentino, Bettino Craxi confermò la previsione per cui avrebbe assunto il «predominio» nel suo partito e nel governo del Paese (anche grazie all'appoggio degli Stati Uniti d'America, che finanziarono il suo partito in chiave anti-PCI, come scriverà poco prima di morire nel suo memoriale consegnato al cognato Paolo Pillitteri, ex sindaco di Milano). Ad Antonio Bisaglia, invece, la morte improvvisa non consentì di soddisfare le previsioni su di lui espresse nel medesimo testo.
Dal 2007 Licio Gelli fu posto in detenzione domiciliare nella sua villa Wanda di Arezzo, per scontare la pena di 12 anni per la bancarotta del Banco Ambrosiano. In un'intervista rilasciata a la Repubblica il 28 settembre 2003, durante il governo Berlusconi II, ha raccontato: «Ho una vecchiaia serena. Tutte le mattine parlo con le voci della mia coscienza, ed è un dialogo che mi quieta. Guardo il Paese, leggo i giornali e penso: ecco qua che tutto si realizza poco a poco, pezzo a pezzo. Forse sì, dovrei avere i diritti d'autore. La giustizia, la tv, l'ordine pubblico. Ho scritto tutto trent'anni fa in 53 punti».

## I contenuti del programma eversivo

### IlPiano di rinascita democratica
Fu immediatamente intuito che i documenti sequestrati testimoniavano dell'esistenza di un'organizzazione che mirava a prendere il possesso degli organi del potere in Italia: il Piano di rinascita democratica, un elaborato a mezza via fra un manifesto ed uno studio di fattibilità sequestrato qualche mese dopo alla figlia di Gelli, conteneva una sorta di ruolino di marcia per la penetrazione di esponenti della loggia nei settori chiave dello Stato, indicazioni per l'avvio di opere di selezionato proselitismo e, opportunamente, anche un bilancio preventivo dei costi per l'acquisizione delle funzioni vitali del potere: «La disponibilità di cifre non superiori a 30 o 40 miliardi sembra sufficiente a permettere ad uomini di buona fede e ben selezionati di conquistare le posizioni chiave necessarie al loro controllo».
Si indicavano come obiettivi primari il riordino dello Stato all'insegna dell'autoritarismo di stampo anticomunista ed antisocialista, accompagnato da un'impostazione selettiva e classista dei percorsi sociali. Tra i punti principali del piano vi era la semplificazione del panorama politico con la presenza di due grandi macropartiti, portare la magistratura italiana sotto il controllo del potere esecutivo, separare le carriere dei magistrati, superare il bicameralismo perfetto e ridurre numero dei parlamentari, abolire le province, rompere l'unità sindacale e riformare il mercato del lavoro, controllo sui mezzi di comunicazione di massa, trasformare le università in Italia in fondazioni di diritto privato, abolizione della validità legale dei titoli di studio e adozione di una politica repressiva contro la piccola delinquenza e avversari politici.
Le persone «da reclutare» nei partiti in cambio avrebbero dovuto ottenere il «predominio» (testuale) sulle proprie organizzazioni (nel piano vengono indicati «per il PSI, ad esempio, Mancini, Mariani e Craxi; per il PRI: Visentini e Bandiera; per il PSDI: Orlandi e Amidei; per la DC: Andreotti, Piccoli, Forlani, Gullotti e Bisaglia; per il PLI: Cottone e Quilleri; per la Destra Nazionale (eventualmente): Covelli»), mentre i giornalisti «reclutati» avrebbero dovuto «simpatizzare» per gli uomini segnalati dalla loggia massonica. Una parte dei politici indicati ebbero poi ruoli di primo piano nei loro partiti e nell'esecutivo, tali personalità erano però considerate «da reclutare», tuttavia non è mai stato accertato con chiarezza se Gelli si sia messo in contatto con loro per il perseguimento degli scopi della P2.

### Il controllo suimass media
(Licio Gelli.)
La scoperta del Piano di rinascita democratica ha permesso di comprendere le ragioni dei notevoli cambiamenti avvenuti all'interno dei mass media italiani alla fine degli anni settanta.
La scalata ai media italiani iniziò dall'obiettivo più ambito: il Corriere della Sera, il quotidiano nazionale più diffuso e allo stesso tempo più autorevole.
Per quest'operazione Licio Gelli fu coadiuvato dal suo braccio destro Umberto Ortolani, dal banchiere Roberto Calvi, dall'imprenditore Eugenio Cefis e dalle casse dello IOR, l'Istituto per le Opere di Religione. Infine era necessario un editore interessato all'acquisto della testata giornalistica più importante d'Italia, e furono individuati i Rizzoli. I Rizzoli, Andrea e il figlio Angelo, acquistarono la proprietà del Corriere di propria iniziativa da Giulia Maria Crespi, Gianni Agnelli e Angelo Moratti, poi si ritrovarono sotto una montagna di debiti. Bruno Tassan Din, direttore amministrativo del giornale, dichiarò: «La Rizzoli fatturava 60 miliardi di lire l'anno ed altrettanti ne fatturava il Corriere: quindi la Rizzoli aveva acquistato un'unità grande come la Rizzoli facendo tra l'altro un debito a breve termine senza avere programmato e pianificato un eventuale ricorso al medio termine». Angelo Rizzoli spiegò che «per ottenere finanziamenti dei quali il nostro gruppo aveva bisogno l'unica strada praticabile era quella di rivolgerci all'Ortolani», giacché quando «qualche volta tentavamo di ottenere finanziamenti senza passare attraverso l'Ortolani ed il Gelli ci veniva immancabilmente risposto di no».
Successivamente Andrea si ritirò a vita privata e rimase a guidare il gruppo il figlio Angelo, il cui braccio destro Bruno Tassan Din gli presentò Gelli e Ortolani.
I Rizzoli, sostenuti finanziariamente da Eugenio Cefis (secondo la ricostruzione di Alberto Mazzuca i Rizzoli non furono sostenuti da Eugenio Cefis), nel 1974 si decisero quindi per l'acquisto, ma si resero conto ben presto che l'operazione si sarebbe rivelata molto più onerosa di quello che si aspettavano. I Rizzoli (Andrea e il figlio Angelo) quindi si misero alla ricerca di altri fondi presso le banche italiane, inconsapevoli del fatto che molte erano presiedute o dirette da affiliati della P2, e che quindi la decisione di conceder loro nuovi liquidi era condizionata dal parere di Gelli. Non vedendo altre vie di uscita, nel luglio 1977 si appellarono al capo piduista: a quel punto entrò in scena Roberto Calvi, che aveva rapporti con lo IOR, e che grazie all'intermediazione di Gelli era entrato nell'operazione per rilevare il Corriere della Sera. Si è affermato che il pacchetto azionario, pagato 200 miliardi di lire, ne valesse al massimo 60. La concessione di nuovi fondi, provenienti dallo IOR, rese i Rizzoli sempre più indebitati nei confronti della P2 ed economicamente deboli. In questo modo non fu difficile far passare il controllo della casa editrice al sistema Gelli-Calvi-IOR.
Licio Gelli ottenne il suo primo obiettivo: inserire nei posti chiave della Rizzoli i suoi uomini, uno su tutti Franco Di Bella alla direzione del Corriere della Sera al posto di Piero Ottone. Il controllo del quotidiano dava alla P2 un'enorme capacità di manovra:
- Poteva condizionare ai propri voleri la condotta dei politici, ai quali l'adesione all'area piduista era ripagata con articoli e interviste compiacenti che garantivano visibilità presso l'opinione pubblica.
- Poteva inserire nell'organico del quotidiano personaggi affiliati alla loggia, come Maurizio Costanzo, Silvio Berlusconi, Fabrizio Trecca, con l'ovvio intento di pubblicare articoli graditi alle alte sfere della P2.
- Poteva infine censurare giornalisti, come capitò a Enzo Biagi, che sarebbe dovuto partire come corrispondente per l'Argentina, governata da una giunta militare golpista.[107]

Nel 1977 la P2 spinse i Rizzoli verso l'acquisizione di molti altri quotidiani: Il Piccolo di Trieste, il Giornale di Sicilia di Palermo, l'Alto Adige di Bolzano e La Gazzetta dello Sport. Nel 1978 fu fondato un nuovo quotidiano locale: L'Eco di Padova: la casa editrice entrò nella proprietà de Il Lavoro di Genova e finanziò L'Adige di Trento. Nello stesso anno Andrea lasciò il gruppo al figlio Angelo e si ritirò a vita privata. Nel 1979 la Rizzoli portò la propria quota azionaria del periodico TV Sorrisi e Canzoni al 52%, ottenendone il controllo. Infine fu fondato L'Occhio, con direttore Maurizio Costanzo.
Secondo il piduista Antonio Buono, magistrato già presidente del Tribunale di Forlì, e collaboratore del Giornale nuovo, nel corso di un incontro a Cesena Gelli lo avrebbe informato del progetto di creare una catena di testate, nell'ambito della Rizzoli, in funzione antimarxista e anticomunista, e si sarebbe dovuta creare anche, nell'ambito di questo progetto, un'agenzia di informazione – alternativa all'ANSA – che avrebbe trasmesso le veline ai vari direttori di questi giornali associati. Nell'occasione, il Venerabile incaricò Buono di coinvolgere il direttore de il Giornale: «Avevo un grande ascendente su Indro Montanelli, e quindi avrei dovuto persuadere Montanelli, per il Giornale, a entrare».
Nonostante il tentativo non riuscisse (secondo persone vicine a Indro Montanelli, in realtà Buono non aveva alcun ascendente su di lui) almeno due personaggi in contatto con gli ambienti massonici diventarono collaboratori del Giornale nuovo: lo stesso Buono e Michael Ledeen, legato a CIA, SISMI e alla stessa P2.
Una volta scoppiato lo scandalo, le ripercussioni sul gruppo Rizzoli furono enormi: il Corriere della Sera ne uscì pesantemente screditato e perse dal 1981 al 1983 100 000 copie. Firme come Enzo Biagi, Alberto Ronchey e Gaetano Scardocchia lasciarono via Solferino. Franco Di Bella lasciò la direzione il 13 giugno e venne sostituito da Alberto Cavallari. L'Occhio e il Corriere d'Informazione chiusero, mentre Il Piccolo, l'Alto Adige e Il Lavoro furono ceduti. Angelo Rizzoli e il direttore generale della casa editrice, Bruno Tassan Din (entrambi iscritti alla Loggia), ricevettero un mandato d'arresto e il gruppo fu messo in amministrazione controllata (4 febbraio 1983).

## Aspetti dibattuti

### Il ruolo nella «strategia della tensione»
Nel periodo della maestranza di Gelli, la P2 riuscì a riunire in segreto almeno un migliaio di personalità di primo piano, principalmente della politica e dell'amministrazione dello Stato, a fini di sovversione dell'assetto socio-politico-istituzionale italiano e suscitando uno dei più gravi scandali politici nella storia della Repubblica italiana.
Nel materiale presente negli atti della Commissione parlamentare di inchiesta vi sono gli stessi scritti inviati da Gelli agli aderenti della sua Loggia che, all'inizio degli anni settanta, invitavano ad azioni politiche di emergenza:
Inseriti nella P2 furono molti ufficiali o politici coinvolti nel Golpe Borghese del 1970 (gli ammiragli Giovanni Torrisi e Gino Birindelli, il generale Vito Miceli) e/o in tentativi di golpe successivi come il generale Giovanbattista Palumbo (coinvolto anche nei depistaggi per l'attentato di Peteano, in cui morirono tre carabinieri) o Edgardo Sogno nel 1974 (e altri militari a lui collegati).
Sempre nel 1974 Gelli avrebbe sovvenzionato estremisti di destra coinvolti in attentati ferroviari. Di sovvenzioni ne hanno parlato diversi ex estremisti (seppur riferendosi a episodi diversi) come Marco Affatigato, Giovanni Gallastroni, Valerio Viccei, Vincenzo Vinciguerra e in particolare Andrea Brogi:
Sono emersi collegamenti, non sempre colti dall'autorità giudiziaria, fra P2 ed estremisti di destra anche in delitti gravi, come quello al giudice Vittorio Occorsio del 10 luglio 1976, dove il magistrato stava indagando sulla loggia di Gelli, per primo, mentre fu ucciso da un commando di Ordine Nuovo guidato da Pierluigi Concutelli. L'ex estremista nero Paolo Bianchi raccontò:
A Gelli e alla P2 sono stati attribuiti tutti i misteri d'Italia, dal progetto di golpe del generale Giovanni de Lorenzo del 1964 (piano Solo) fino all'inchiesta del 1993 sui rapporti tra mafia e politica in cui fu coinvolto Giulio Andreotti. In particolare furono attribuiti alla Loggia P2 il presunto coinvolgimento nella strage dell'Italicus, il depistaggio sulla strage di Bologna, lo scandalo del Banco Ambrosiano, gli omicidi di Mino Pecorelli (a Roma) e di Roberto Calvi (a Londra), i mancati risultati delle indagini durante il rapimento di Aldo Moro, velleità golpiste (secondo alcune testimonianze nel 1973 Gelli ipotizzò la formazione di un esecutivo di centro presieduto dal procuratore generale di Roma Carmelo Spagnuolo e appoggiato dall'Arma dei Carabinieri) e alcune affiliazioni con lo scandalo di Tangentopoli (conto protezione).

### I rapporti internazionali
A livello internazionale, la P2 è stata associata alla preparazione del colpo di Stato argentino del 1976 (tramite José López Rega) e il successivo sostegno al regime di Jorge Rafael Videla tramite l'ammiraglio piduista e membro della giunta militare Emilio Eduardo Massera, al furto delle mani della salma di Juan Domingo Perón e di alcuni oggetti della sua tomba (apparentemente a scopo di riscatto, ma forse per usarne le impronte digitali onde accedere ai presunti conti svizzeri di Evita e Juan Perón), e infine all'omicidio del politico svedese Olof Palme secondo una delle piste. Uomini della P2 risultarono collegati alla società Permindex di cui facevano parte elementi della CIA e persone come l'imprenditore Clay Shaw, l'unico indagato per cospirazione nell'assassinio di John Fitzgerald Kennedy, e poi assolto.
All'inizio dell'estate del 1990 (28 giugno - 2 luglio) sul TG1 compare un'inchiesta in 4 parti realizzata dal giornalista Ennio Remondino su incarico di Roberto Morrione, allora Capo redazione cronaca: partendo da un'intervista a Stoccolma al giornalista svedese Ölle Alsen, l'inviato italiano fa luce su un probabile complotto internazionale, da cui sarebbe scaturito l'omicidio del premier svedese Olof Palme, alla realizzazione del quale avrebbero preso parte personaggi vicini a Licio Gelli. Le dichiarazioni ottenute, durante un soggiorno sul suolo americano, da parte di Barbara Honegger, ex appartenente allo staff dell'amministrazione Reagan, nonché di Ibrahim Razin (alias Oswald LeWinter) e Richard Brenneke, rispettivamente ex agente e collaboratore esterno della CIA, sembreranno portare conferme in tal senso, nonché ad ulteriori rivelazioni, inerenti ai rapporti operativi, agli ingenti finanziamenti intercorsi e agli scambi di esplosivi e droga tra i servizi segreti statunitensi e la P2 nei venti anni precedenti, con precisi riferimenti alla strategia della tensione.
L'indagine giornalistica (della quale un'ulteriore quinta parte viene trasmessa il 31 luglio successivo) scatenerà un acceso dibattito politico sui mass media ed in Parlamento, che avrà come conseguenza quasi immediata le dimissioni dal TG1 del direttore Nuccio Fava (8 agosto), ma alcuni mesi dopo porterà pure alla prime rivelazione ufficiali sull'esistenza di Gladio, da parte dei vertici istituzionali del tempo.

### I giudizi critici sullo scandalo
Un giudizio critico estremamente drastico sulle origini, teorie e finalità dell'organizzazione è stato dato da Massimo Teodori, che partecipò come deputato radicale ai lavori della commissione parlamentare presieduta da Tina Anselmi, nel suo libro Complotto! Come i politici ci ingannano (2014): «Sono trent'anni che si spaccia la patacca P2 come il grande complotto dietro i tanti misteri dell'Italia repubblicana»: per lui la P2 non era altro che la faccia nascosta della partitocrazia denunciata dai radicali, non una centrale di complotti. Quarant'anni dopo ribadisce lo stesso giudizio.
Anche il giornalista Indro Montanelli criticò queste teorie, sostenendo che la P2 era una mera e semplice «cricca di affaristi» in stile mafioso, senza volontà né capacità di vero pericolo golpista, affermando: «Spadolini propose lo scioglimento della P2 e fu un gesto doveroso. Ma il "Giornale" assunse subito una posizione controcorrente rispetto a quella ch'era la smisurata leggenda nera imbastita sulla P2. Che non aveva certo come fine l'eversione, la dittatura e le stragi, ma la creazione d'una società di mutuo soccorso per incettare palanche e poltrone. Perché poi Gelli e i suoi compari avrebbero dovuto proporsi il rovesciamento d'un regime che sembrava studiato apposta per i loro comodi? Quel ch'è certo è che se i piduisti approfittarono della congrega per arraffar posti, molti di quelli che ne reclamarono il crucifige lo fecero per occuparli a loro volta, profittando della purga dei titolari. Ci fu chi sostenne che il "Giornale" minimizzava la portata della P2 perché il suo editore vi era coinvolto. Infatti il nome di Berlusconi risultò nell'elenco. Ma prima di tutto non aveva mai avuto ruoli nella conduzione politica de "il Giornale". E poi, come ho già raccontato, soltanto il caso m'aveva salvato dal ritrovarmici anch'io. Sapevo quindi perfettamente quale valore dare a quella lista». In un'intervista dichiarò poi di non aver mai voluto infierire su chi avesse avuto la tessera piduista.